# Acantiza-estriada
Acantiza-estriada (Acanthiza lineata) é uma espécie de ave da família Pardalotidae.
É endémica da Austrália.
Os seus habitats naturais são: florestas secas tropicais ou subtropicais.

## Subespécies
- Acanthiza lineata alberti
- Acanthiza lineata clelandi
- Acanthiza lineata whitei